# 컴 추안츤
아콤 쁘리다꿀(태국어: อาคม ปรีดากุล, 1958년 1월 5일 ~ 2021년 4월 30일), 또는 무대 이름 컴 추안츤(태국어: ค่อม ชวนชื่น)은 태국의 남자 코미디언과 배우이다. 코미디에서 가장 잘 알려져 있고, 태국 영화와 TV에서 지원 역할을 한다.

## 어린 시절
1958년 1월 5일 아유타야주, 태국에 리께 극장 노동자 가족에게 태어났다. 극장 여행이 필요한 가족 상황으로 인해, 그는 1학년 때 정식 교육을 그만두어야 했다.

## 직업
1996년, 그는 영화 '아트 펀더멘탈'(กลิ่นสีและทีแปรง)에 처음으로 진출했다. 그러나 그의 획기적인 역할은 그가 쭉 뱌오싸꾼으로 출연 한 후 2002년에 나왔다. 영화 "Heavens Seven"에서 엄마를 매우 사랑하는 뻔뻔스러운 척탄병에 성공하여 그를 전국적으로 인정 받았다.

## 질병과 죽음
이전에 당뇨병 및 뇌졸중 진단을 받았다. 그는 2021년 4월 10일에 COVID-19 양성 판정을 받았으며 이틀 후에 입원했다. 2021년 4월 29일, 그의 상태는 장기 부전을 겪고 심장 마비 위험에 처해 치명적이었다. 2021년 4월 30일, 그는 COVID-19의 합병증으로 사망 한 것으로 확인되었다. 그는 태국에서 코로나 19 유행성 세 번째 물결로 인해 COVID-19로 사망 한 최초의 태국 코미디언이자 배우이다.

## 필모그래피

### 영화
- 1996년 - Art Fundamental (กลิ่นสีและทีแปรง)
- 2002년 - Heavens Seven (7 ประจัญบาน)
- 2003년 - Lop phee Phee mai lop (หลบผี ผีไม่หลบ)
- 2005년 - Heavens Seven 2 (7 ประจัญบาน 2)
- 2006년 - See How They Run (โกยเถอะโยม)
- 2007년 - Rak na yeesipsee Chuamong (รักนะ 24 ชั่วโมง)
- 2008년 - Hua lud Family (หัวหลุดแฟมิลี่)
- 2009년 - Hod nah hiaw 966 (โหดหน้าเหี่ยว 966)
- 2010년 - My Valentine (มายวาเลนไทน์ แล้วรัก...ก็หมุนรอบตัวเรา)
- 2011년 - Teng nong jeeworn bin (เท่ง โหน่ง จีวรบิน)
- 2012년 - Virgin Am I (รักแรกกระแทกจิ้น)
- 2013년 - Love in the Rain (ฤดูที่ฉันเหงา)
- 2014년 - Namo OK (นะโมโอเค)
- 2015년 - Love Arumirai (เลิฟอะรูมิไลค์ รักอะไรไม่รู้)
- 2016년 - Pard paed paed paed Raeng talu narok (ป๊าด 888 แรงทะลุนรก)
- 2017년 - Thailand Only (ไทยแลนด์โอนลี่)
- 2018년 - Bike Man (ไบค์แมน ศักรินทร์ตูดหมึก)
- 2019년 - Bike man 2 (ไบค์แมน 2)
- 2020년 - E riam sing (อีเรียมซิ่ง)